# Sinal do obturador
O sinal do obturador é um sinal médico indicador de irritação do músculo obturador interno. É um dos sinais da apendicite.
Para realizá-lo, com o paciente em decúbito dorsal, faz-se a flexão passiva da perna sobre a coxa e da coxa sobre a pelve, então procede-se com uma rotação interna da coxa. Tem maior sensibilidade nas apendicites com posição pélvica, aderido ao músculo obturador. Dá-se positivo quando refere-se dor no hipogastro. 